# TwixT
TwixT ist ein Brettspiel mit strategischen und taktischen Elementen, das 1957 von dem amerikanischen Spieleerfinder Alex Randolph entwickelt wurde. Die erste Ausgabe, heute ein begehrtes Sammlerstück, wurde 1962 durch 3M auf den Markt gebracht. Nachdem 3M die Spielelinie 1976 verkauft hatte, wurde das Spiel von Avalon Hill produziert. Einige der stärksten Spieler leben in Deutschland, darunter der vielfache Weltmeister Klaus Hußmanns. Zu den prominentesten TwixT-Freunden zählte der Kabarettist Herbert Feuerstein.

## Beschreibung
TwixT gehört zur Gruppe der Verbindungsspiele und ist eng verwandt mit Spielen wie Hex, Havannah und Y. 
Zwei Spieler versuchen die gegenüberliegenden, in ihrer Farbe markierten Seiten eines Spielbrettes mit quadratischem Lochraster durch Spielsteine, die Brückenelemente tragen, miteinander zu verbinden. Wem der Bau einer solchen Brücke zuerst gelingt, der hat gewonnen. 
Standardmäßig kommt ein 24×24-Raster zum Einsatz, dem die Eckpunkte fehlen. Pro Zug setzt jeder Spieler einen Spielstein in seiner Farbe und kann ihn mittels Brückenelementen mit schon vorhandenen Spielsteinen gleicher Farbe verbinden. Die Brückenelemente passen jedoch nur dann, wenn die Steine im Rösselsprung auseinander stehen. Gegnerische Brücken können nicht überbaut werden, jedoch kann jeder Spieler vor seinem Zug beliebig viele eigene Brückenelemente entfernen. Auf diese Weise wird die Wahrscheinlichkeit des gegenseitigen Blockierens und damit eines unentschiedenen Spielausgangs vermindert. Ein Unentschieden ist zwar theoretisch möglich, kommt in der Praxis aber in nicht einmal einem Prozent aller Partien vor.
Trotz seiner einfachen Regeln hat dieses Spiel eine erstaunliche Spieltiefe. Seit einigen Jahren existiert eine KI, die inzwischen auch die stärksten menschlichen Spieler in der Regel besiegt.

## Notation
TwixT-Züge werden mit Zugnummer, Buchstaben, Zahlen und Verbindungskennungen notiert. Die Buchstaben bezeichnen die Spalten, die Zahlen die Reihen. L1 wäre also ein Zug in der Mitte der obersten Reihe, A12 ein Zug in der Mitte der äußersten linken Spalte und M13 ein Zug in der Mitte des Spielbretts. Entsteht durch den Zug eine Verbindung zu einem anderen eigenen Spielstein, wird das durch ein Minuszeichen angezeigt: K12-. Eine Zugabfolge könnte also etwa folgendermaßen lauten: 1. I11 (Weiß), 2. I13 (Schwarz), 3. K12-, 4. K13-. Wenn ein Spieler in seinem Zug eine eigene Brücke entfernt, wird dies durch die eingeklammerte Positionsbeschreibung der Brücke vor dem eigentlich Zug angezeigt: 5. (I11-K12) M13.

## Strategie

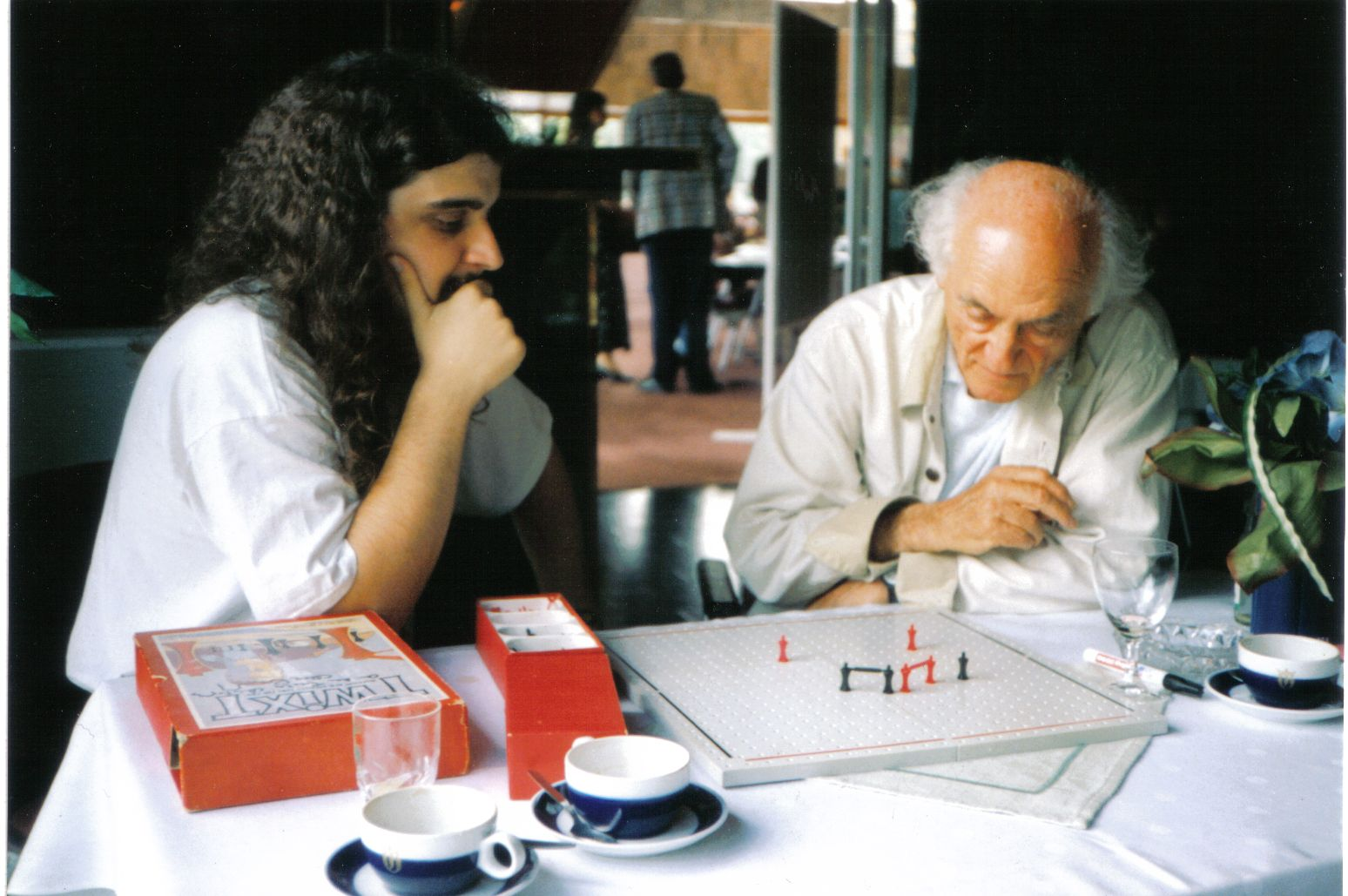
Alex Randolph (rechts) spielt Twixt auf dem Göttinger Spieleautorentreffen 1998

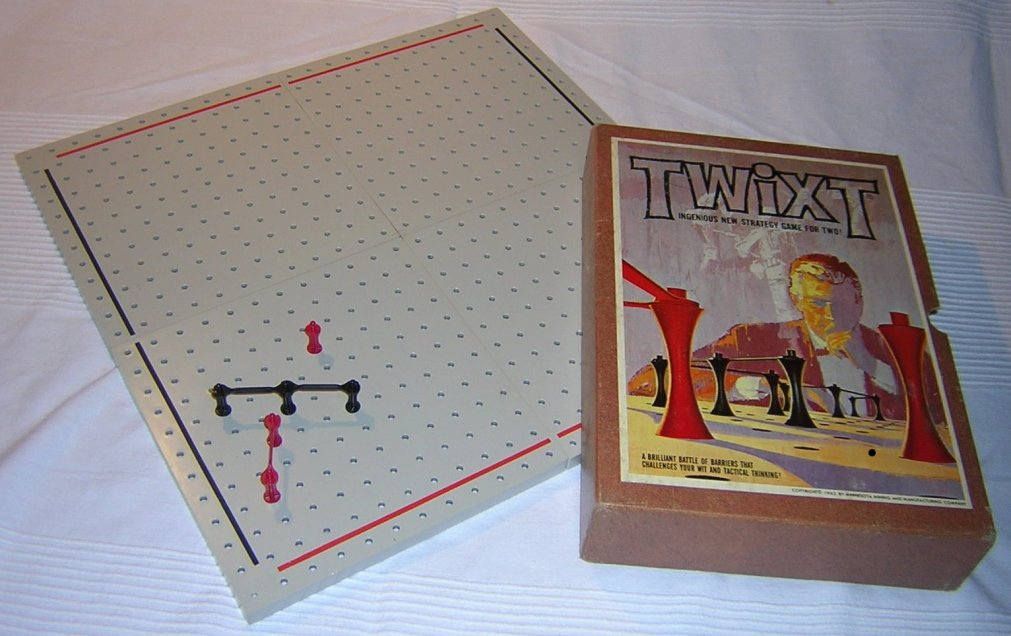
3M-Ausgabe von Twixt (Mitte der 1960er-Jahre)

Von zentraler Bedeutung für den Spielverlauf ist die Eröffnung, die ungefähr die ersten sieben Züge umfasst. Beide Spieler müssen versuchen, mit ihren Startzügen einen möglichst großen Teil des Spielbretts zu kontrollieren. TwixT wird meist mit der sogenannten Kuchenregel gespielt, d. h. der zweite Spieler darf entscheiden, ob er nach dem Zug des Startspielers mit diesem tauschen möchte. Der erste Zug wird daher fast immer am Rand des Spielbretts platziert, um dem Gegner bei einem möglichen Tausch keinen zu großen Vorteil einzuräumen. Schon 1.D3 gilt heute als starker Eröffnungszug und wird von vielen erfahrenen Spielern getauscht.

## Spielstärkenausgleich
TwixT gilt als sehr „hartes“ Spiel. Ein einziger falscher Zug kann sehr viel schneller zu einer Niederlage führen als bei den meisten anderen Spielen. Aus diesem Grund kann es gerade bei TwixT-Einsteigern leicht zu Frustrationserlebnissen kommen: Sie verlieren jedes Match, wissen aber letztlich nicht, warum. Im Gegensatz zu etwa Go gibt es keine etablierte Vorgehensweise, mit der sich die Unterschiede zwischen verschiedenen starken Gegnern ausgleichen ließen. Ein Vorschlag besteht darin, die zu überquerende Distanz für den schwächeren Spieler von 24 auf zum Beispiel 22 oder 20 Rasterpunkt-Reihen herabzusetzen. Der stärkere Spieler kann dem schwächeren auch ein oder zwei Züge Vorsprung einräumen. Schon bei einer Vorgabe von drei Zügen dürften aber selbst geübte Spieler keine Chance mehr auf einen Sieg haben.